# Рижский договор (1920)
Рижский мирный договор 1920 года (латыш. Latvijas-Krievijas miera līgums) — договор между РСФСР, с одной стороны, и Латвией, — с другой, подписанный 11 августа 1920 года в Риге.

## Предыстория
Через несколько дней после того, как Эстония, Латвия, Литва, Польская республика и руководители белого движения Юденич и Бермондт 26 августа 1919 года договорились о начале объединённых военных действий против Советской России, та предложила мирные переговоры и признание независимости этих стран, чего еще не сделали страны Антанты и белые.
11-12 сентября в Риге собрались представители балтийских стран и договорились созвать конференцию премьер-министров и министров иностранных дел. Она прошла 14-15 сентября с участием Финляндии. Решение о начале совместных переговоров принять не удалось, поэтому 18 сентября делегация Эстонии покинула переговоры с советской делегацией, начатые 17 сентября во Пскове. После еще одного раунда переговоров с 29 сентября по 1 октября было решено ждать согласия парламента Финляндии на начало переговоров с Россией и они были отложены до 25 октября, чтобы выступить единым фронтом.
В Народном совете Латвии по поводу переговоров мнения разделились. Одна фракция, представлявшая Временное правительство, во главе с Мейеровицем считала, что переговоры нужно вести только вместе с другими балтийскими странами и тогда, когда в России будет небольшевистское правительство. Вторая фракция — социал-демократов — настаивала на безотлагательных переговорах с условием признания независимости Латвии de iure, признания прав Латвии на Латгалию, ликвидации большевистского правительства Латвии во главе с Петром Стучкой. Третья, самая малочисленная фракция, считала невозможными переговоры с Россией. Дебаты 8 октября пришлось прервать ввиду атаки Бермондта на Ригу. В критической ситуации Народный совет поддержал переговоры.
Чтобы начать контакты, в тот же день в Москву направилась делегация Красного Креста, которой комиссар иностранных дел Советской России Георгий Чичерин подтвердил готовность признать Латвию в её этногеографических границах, с Латгалией.
В конце октября Деникин подошёл на 200 км к Москве, а Юденич осадил Петроград. Запланированные на 25 октября мирные переговоры всё не начинались, что заставило Антанту угрожать им прекращением всякой помощи. Финский парламент отказался от мирных переговоров.

## Под прикрытием Красного Креста
Поскольку в ходе Гражданской войны в ноябре 1919 года Красная армия разбила Колчака, Деникина и Юденича, 10 ноября в Тарту опять собрались балтийские представители, с участием Финляндии и Польши как наблюдателей. Эстония желала начать мирные переговоры немедленно, её поддержала Литва, в то время как Латвия, втянутая в войну с Бермондтом, не была готова потерять расположение Антанты. 17 ноября советская делегация, прибывшая для переговоров в Тарту, неофициально подтвердила готовность признать права Латвии на Латгалию. 19 ноября Советская Россия подписала с балтийцами договор об обмене военнопленными.
В декабре поменялась политика Великобритании касательно интервенции в Россию, и британцы больше не возражали против мирных переговоров. 19 декабря Россия сделала предложение Латвии, на которое та ответила предложением начать тайные переговоры под прикрытием Красного Креста, с условием включения Латгалии в территорию Латвии. 2 декабря латвийская делегация отправилась в Москву. В её составе были представители Народного совета Фрицис Мендерс и Андрей Фриденберг, капитан артиллерии Николай Фогельманис и инженер Карлис Озолс.

3 января Польша и Латвия совместно начали операцию по освобождению Латгалии. 6 января латвийская делегация прибыла в Москву, 11 января начались переговоры. Советская сторона настаивала на открытом договоре, латвийская на тайном, поскольку в Латгалии ещё шли бои. 13 января Россия согласилась на тайное соглашение. С 15 по 22 января в Хельсинки прошла конференция 5 стран, на которой Финляндия снова выступила против мирного договора с Россией. Однако 30 января латвийская делегация в конце концов получила полномочия подписать перемирие, что и произошло в 3 часа ночи. Военные действия были прекращены в 12.00 1 февраля. Россия согласилась освободить всю территорию Латгалии. Условия договора она согласилась держать в тайне, пока на это не согласится латвийская сторона. 

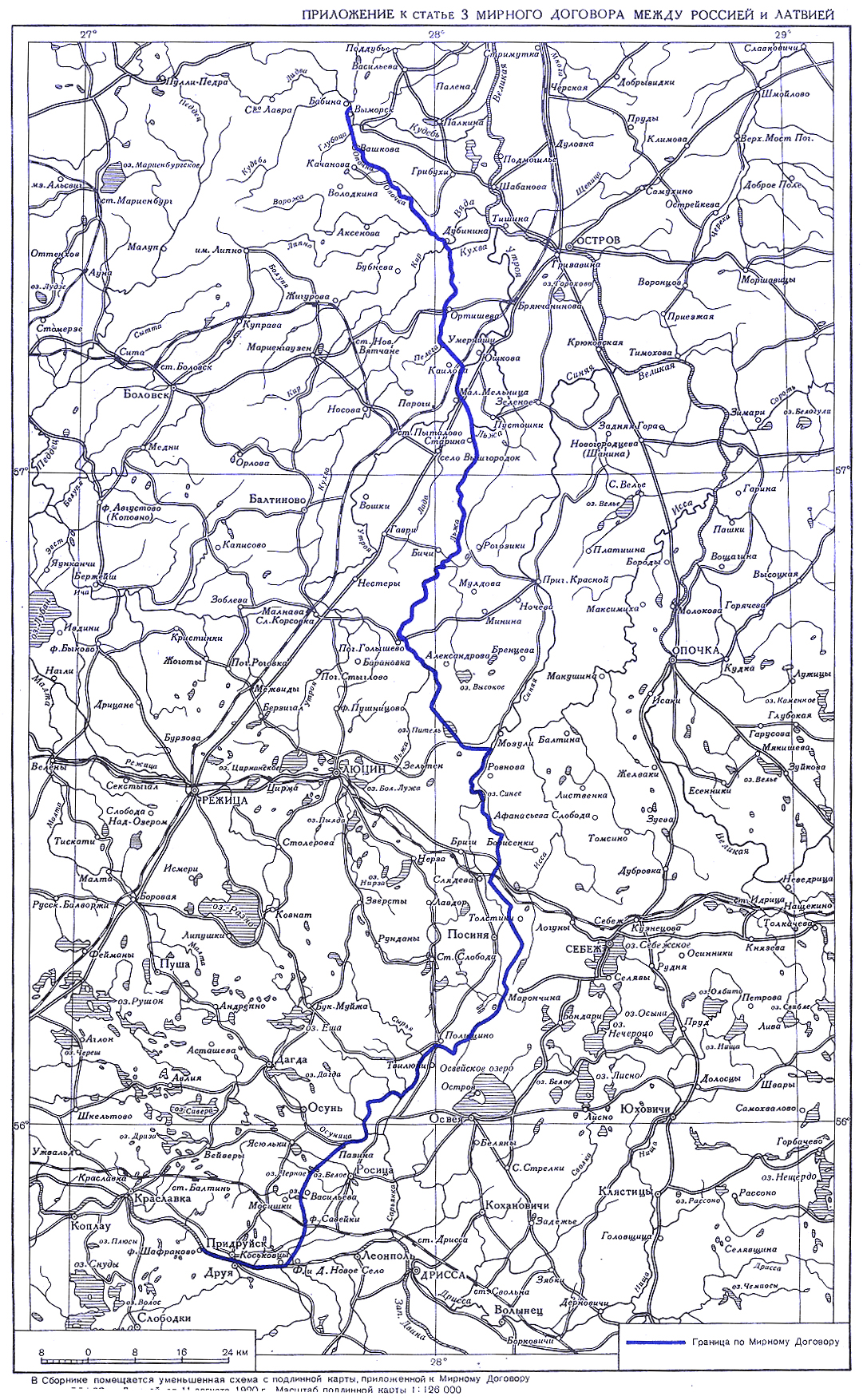
Приложение к статье 3 Мирного договора между Россией и Латвией в 1920 г.: демаркационная линия между странами.

Договором о перемирии и дополнительным договором от 1 февраля 1920 года была определена демаркационная стратегическая линия, в качестве которой «устанавливалась линия фронта, занимаемая армиями обеих сторон к 1 февраля 1920 года к 12 часам дня».

## Переговоры
16 апреля 1920 года в Москве открылась советско-латвийская мирная конференция и, после длительных переговоров, 11 августа 1920 года был подписан «Мирный договор между Россией и Латвией», по которому правительство Советской России
...признаёт безоговорочно независимость, самостоятельность и суверенность Латвийского Государства и отказывается добровольно и на вечные времена от всяких суверенных прав кои принадлежали России в отношении к латвийскому народу и земле...
Со своей стороны, Латвия обязалась не поддерживать белогвардейское движение в обмен на дипломатическое признание, уступку части кораблей и имущества Балтийского флота, имущества России на территории Латвии и торговых судов в латвийских территориальных водах, признание перехода к Латвии территорий в Витебской губернии и дополнительно — части территории Псковской губернии. Таким образом в состав Латвии вошли бывшая Курляндская губерния, южная часть Лифляндской губернии (Рижский, Венденский (Цесисский), Вольмарский (Валмиерский) уезды и большая часть Валкского уезда), северо-западная часть Витебской губернии (Двинский (Даугавпилсский), Люцинский (Лудзенский), Режицкий (Резекненский) уезды и 2 волости Дриссенского уезда) и часть Островского уезда Псковской губернии (в том числе город Пыталово).

## Финансовая компенсация
По мирному договору Советская Россия выплатила Латвийской республике 4 млн рублей (3 096,9 кг) золотом из золотого запаса Российской империи, которые составили основу золотого запаса страны и на декабрь 2018 года составляли половину этого запаса (7 700 кг, из которых 1 100 кг передано в резерв Европейского Центробанка).